# Fabinho Santos
Fabinho Santos (sinh ngày 26 tháng 6 năm 1973) là một cầu thủ bóng đá người Brasil.

## Sự nghiệp câu lạc bộ
Fabinho Santos đã từng chơi cho Oita Trinita, Albirex Niigata và Vegalta Sendai.